# Meußließen
Meußließen ist ein Ortsteil der Gemeinde Clenze im niedersächsischen Landkreis Lüchow-Dannenberg. Das Dorf liegt westlich vom Kernbereich von Clenze zwischen den Bundesstraßen B 493 und B 71.

## Geschichte
Am 1. Juli 1972 wurde Meußließen in die Gemeinde Clenze eingegliedert.

## Weblinks

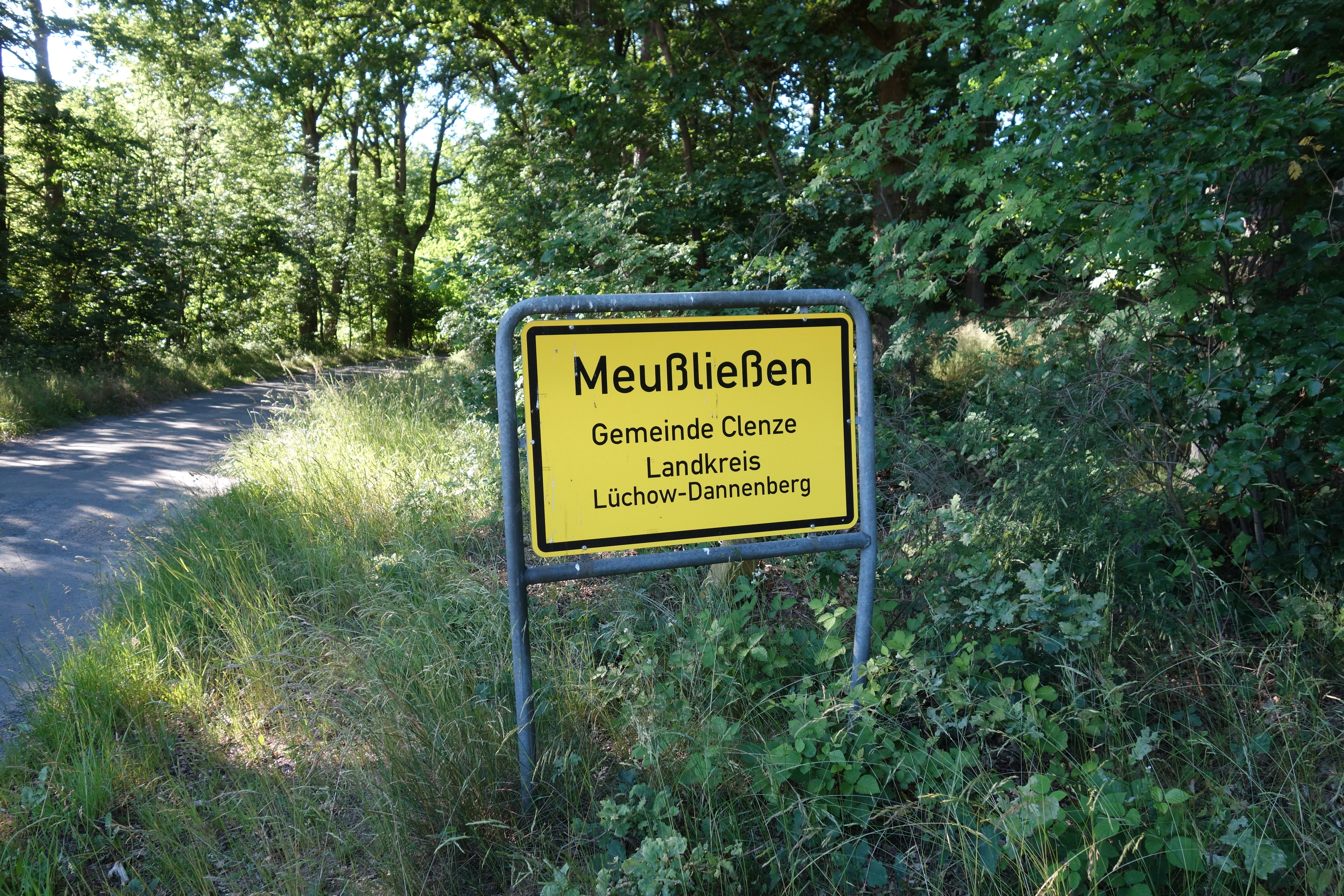
Meußließen, Ortseingang